# Gran Premi Ciclista de Quebec 2018
El Gran Premi Ciclista de Quebec 2018 fou la novena edició del Gran Premi Ciclista del Quebec. La cursa es disputà el 7 de setembre de 2018. Aquesta fou la 33a prova de l'UCI World Tour 2018. Junt amb la Volta a Califòrnia i el Gran Premi Ciclista de Mont-real, són les úniques proves del World Tour que es disputen a Amèrica del Nord.
El vencedor fou l'australià Michael Matthews (Team Sunweb). En segona posició repetí al belga Greg Van Avermaet (BMC Racing Team) i el belga Jasper Stuyven (Trek-Segafredo) acabà tercer.

## Participants
En aquesta edició hi van prendre part 21 equips: els 18 equips World Tour, dos equips continentals professionals i una selecció nacional.
| WorldTeams (18)- AG2R La Mondiale - Astana - Bahrain-Merida - BMC Racing Team - Bora-Hansgrohe - Groupama-FDJ - Mitchelton-Scott - Movistar Team - Quick-Step Floors - Dimension Data - EF Education First-Drapac p/b Cannondale - Lotto Soudal - Lotto NL-Jumbo - Sky - Team Sunweb - Trek-Segafredo - UAE Team Emirates - Katusha-Alpecin Equips continentals professionals (2)- Israel Cycling Academy - Rally Cycling Equip nacional- Canadà |
| |

## Classificació final
| \| Classificació general \| Classificació general \| Classificació general \| Classificació general \| Classificació general \| \| Corredor \| Corredor \| Equip \| Temps \| \| \| --------------------- \| ------------------------ \| --------------------- \| --------------------- \| --------------------- \| \| 1r \| Michael Matthews \| Team Sunweb \| 5h 04' 17" \| \| \| 2n \| Greg Van Avermaet \| BMC Racing Team \| + 0" \| \| \| 3r \| Jasper Stuyven \| Trek-Segafredo \| + 0" \| \| \| 4t \| Timo Roosen \| LottoNL-Jumbo \| + 0" \| \| \| 5è \| Patrick Konrad \| Bora-Hansgrohe \| + 0" \| \| \| 6è \| Zdeněk Štybar \| Quick-Step Floors \| + 0" \| \| \| 7è \| Arthur Vichot \| Groupama-FDJ \| + 0" \| \| \| 8è \| Nathan Haas \| Katusha-Alpecin \| + 0" \| \| \| 9è \| Michael Valgren Andersen \| Astana \| + 0" \| \| \| 10è \| Anthony Roux \| Groupama-FDJ \| + 0" \| \| |                          |                   |            |
| |                          |                   |            |
| Font: ProCyclingStats |                          |                   |            |
| Classificació general |                          |                   |            |
| Corredor | Corredor                 | Equip             | Temps      |
| 1r | Michael Matthews         | Team Sunweb       | 5h 04' 17" |
| 2n | Greg Van Avermaet        | BMC Racing Team   | + 0"       |
| 3r | Jasper Stuyven           | Trek-Segafredo    | + 0"       |
| 4t | Timo Roosen              | LottoNL-Jumbo     | + 0"       |
| 5è | Patrick Konrad           | Bora-Hansgrohe    | + 0"       |
| 6è | Zdeněk Štybar            | Quick-Step Floors | + 0"       |
| 7è | Arthur Vichot            | Groupama-FDJ      | + 0"       |
| 8è | Nathan Haas              | Katusha-Alpecin   | + 0"       |
| 9è | Michael Valgren Andersen | Astana            | + 0"       |
| 10è | Anthony Roux             | Groupama-FDJ      | + 0"       |